# Henrik Milling
Henrik Milling Rasmussen (født 5. april 1968) er en dansk musikproducer, tv- og radiovært, bl.a. kendt fra P3. Fra slutningen af 1980'erne og op gennem 1990'erne producerede han for rap- og R&B-navne under navnet Doctor Jam. I Los Angeles havde han længerevarende samarbejder med bl.a. rapperne Ice Cube og Eazy-E og R&B-sangerne Vanessa Williams, Johnny Gill og Don E. Tilsammen har hans musik rundet mere end 10 millioner eksemplarer.
Henrik Milling arbejdede fra 1996-2015 på Danmarks Radio og er i dag freelance-radiovært og DJ.